# Paepalanthus ferreyrae
Paepalanthus ferreyrae är en gräsväxtart som beskrevs av Harold Norman Moldenke. Paepalanthus ferreyrae ingår i släktet Paepalanthus och familjen Eriocaulaceae. Inga underarter finns listade i Catalogue of Life.